# Sefuis
Sefuis, seuis, incassas (em anim: Sefwi, sahwi, sehwi ou inkassa) ou encassares são um subgrupo dos anins-baúles dos acãs. Já foram dominantes na Região Central do Gana, ao norte dos aouins e uassas, mas hoje estão confinados numa área entre Uiauso e Bibiani, entre os rios Tano e Ancobra. O Reino Denqueira os dominou na segunda metade do século XVII, mas após 1717, estiveram sob hegemonia do Império Axante. Mesmo assim, invadiram e saquearam a capital axante Cumasi, provocando a morte de membros da família real, inclusive a mãe do rei Asantene Opocu Uare. Em resposta, os axantes invadiram os sefuis e os subjugaram totalmente. Permaneceram parte do império até 1887.